# 영북로
영북로(Yeongbuk-ro)는 경기도 포천시 영북면 운천제1교차로 에서 영북면 운천제4교차로 연결하는 도로이다.

## 주요 경유지
경기도
- 포천시 (영북면)

## 노선
| 이름             | 접속 노선                        | 소재지 | 소재지 | 비고                        |
| ---------------- | -------------------------------- | ------ | ------ | --------------------------- |
| 운천제1교차로    | 국도 제43호선 (호국로)           | 포천시 | 영북면 |                             |
| (이름없음)       | 국가지원지방도 제78호선 (문암길) | 포천시 | 영북면 | 국가지원지방도 제78호선구간 |
| 문암교           |                                  | 포천시 | 영북면 | 국가지원지방도 제78호선구간 |
| 문암삼거리       | 산정호수로                       | 포천시 | 영북면 | 국가지원지방도 제78호선구간 |
| (이름없음)       | 영북로133번길                    | 포천시 | 영북면 |                             |
| (이름없음)       | 영북로148번길                    | 포천시 | 영북면 |                             |
| (영복중학교입구) | 영북로216번길                    | 포천시 | 영북면 |                             |
| 운천제4 교차로   | 국도 제43호선 (호국로)           | 포천시 | 영북면 |                             |

## 주요건물및 시설
- 영북면 주민자치센터 (영북로 115/운천리 567)
- 영북고등학교 (영북로 136/운천리 334-1)
- 영북119안전센터 (영북로 144/운천리 336-38)
- SK에너지 피트로랩 운천주유소 (영북로 158/운천리 338-7)